# Mariascopia elegans
Mariascopia elegans is een rechtvleugelig insect uit de familie Proscopiidae. De wetenschappelijke naam van deze soort is voor het eerst geldig gepubliceerd in 2003 door Bentos-Pereira.